# Adam Bernd

Adam Bernd

Adam Bernd (* 31. März 1676 in Siebenhufen – heute zu Wrocław; † 5. November 1748 in Leipzig) war ein deutscher evangelischer Pfarrer und seit 1712 Oberkatechet und Prediger an der Peterskirche am Peterskirchhof in Leipzig (Alte Peterskirche). Wegen seiner unter dem Pseudonym Christianus Melodius veröffentlichten Schrift Einfluß der göttlichen Wahrheiten in den Willen/ und in das gantze Leben des Menschen wurde er 1728 vom Amt suspendiert, da diese als abweichend von der lutherischen Lehre angesehen wurde. 1738 veröffentlichte er seine Eigene Lebens-Beschreibung, die in einer für die damalige Literatur neuartigen Weise auch intime Details über zahlreiche „Leibes- und Gemüthsplagen“ offenlegte.

## Schriften
- M. Adam Bernds, Catechet. und Pred. bey der Peters-Kirche in Leipzig, Quellen und Ursachen des vielen Gottlosen und sündigen Lebens, So heutigen Tages unter den Christen herrschet und im Schwange gehet/ (…). Leipzig, 1720.
- Christiani Melodii (Pseudonym Adam Bernds), Ph. Th. u. JC. Einfluß der göttlichen Wahrheiten in den Willen/ und in das gantze Leben des Menschen; (…). Leipzig, 1728.
- M. Adam Bernds Catechet. und Predigers bey der Peters-Kirchen in Leipzig, Predigten Von Mancherley Art. (…) Leipzig, 1735.
- M. Adam Bernds, Evangel. Pred. Eigene Lebens-Beschreibung, (…). Leipzig, 1738. Digitalisat und Volltext im Deutschen Textarchiv
- M. Adam Bernds Abhandlung von Gott und der Menschlichen Seele, und derselben natürlichen, und sittlichen Verbindung mit dem Leibe; (…); samt angehängter Fortsetzung seiner eigenen Lebens-Beschreibung. Leipzig, 1742.
- M. Adam Bernds, Evangel. Predigers, Theologisch-philosophische Abhandlung von dem höchsten Übel des Menschen in diesem Leben, wie er demselben entgehen kann, und hingegen des höchsten Gutes theilhaftig werden könne, samt angehängten Ursachen, warum der Autor seine Lebensbeschreibung nicht fortzusetzen gesonnen. Leipzig, 1745.